# マリナ・ニクーリナ
マリーナ・ニクーリナ（ロシア語ラテン翻字: Marina Anatolyevna Nikulina（婚姻後はマリーナ・パンコーワ ロシア語ラテン翻字: Marina Anatolyevna Pankova）、女性、1963年3月3日 - 2015年11月4日）は、ソビエト連邦（後にロシア）のバレーボール選手である。元ソ連/ロシア代表。
オリンピックに1988年から三大会連続出場し、ソウルで金メダル、バルセロナでは銀メダルを獲得した。また世界選手権を始め、多数の国際大会にも出場し、メダルを獲得した。
2015年11月4日、52歳で没した。
ロシア代表のエカテリーナ・コシアネンコ（旧姓・パンコワ）は実娘である。